# Danh sách câu lạc bộ bóng đá ở San Marino
Đây là 15 đội bóng thi đấu ở hệ thống giải bóng đá San Marino. Câu lạc bộ San Marino Calcio thi đấu ở hệ thống giải của Ý.

## Các đội bóng thi đấu tại Giải Vô địch quốc gia San Marino
- A.C. Juvenes/Dogana (Serravalle)
- F.C. Fiorentino (Fiorentino)
- S.C. Faetano (Faetano)
- S.P. Cailungo (Borgo Maggiore)
- S.P. La Fiorita (Montegiardino)
- S.S. Cosmos (Serravalle)
- S.S. Pennarossa (Chiesanuova)
- A.C. Libertas (Borgo Maggiore)
- F.C. Domagnano (Domagnano)
- S.P. Tre Fiori (Fiorentino)
- S.P. Tre Penne (Serravalle)
- S.S. Folgore Falciano Calcio (Serravalle)
- S.S. Murata (San Marino)
- S.S. San Giovanni (Borgo Maggiore)
- S.S. Virtus (Acquaviva)

## Đội bóng thi đấu ở hệ thống giải đấu củaÝ
- San Marino Calcio (Serravalle)